# Fernand Moust
Fernand 'Nand' Moust (Assebroek, 26 juli 1913 - Güsen, 15 januari 1945) was een Belgische verzetsstrijder.
Fernand Moust, boekhouder van beroep, saxofonist, pianist en orkestleider van een jazzband, werd tijdens de Tweede Wereldoorlog een periode verplicht tewerkgesteld in Duitsland. Toen hij uit die verplichte tewerkstelling thuiskwam op 20 oktober 1943 sloot hij zich aan bij een verzetsgroep waar familie van zijn vrouw in Limburg bij was aangesloten. Zijn verzetsdaden waren het overbrengen van plannen en papieren die te maken hadden met de kustlinie en het veiligstellen van een aantal gevallen Britse parachutisten.
Op het einde van de oorlog werd hij verklikt. Op 17 en 18 juni 1944 trad hij nog op in hotel Wellington, na het optreden op 18 juni werd hij aangehouden en samen met zijn echtgenote als verdachten van spionage door de Geheime Feldpolizei opgesloten in Brugge. 
Zijn echtgenote werd na foltering vrijgelaten. Fernand Moust zelf bleef aangehouden en bleef opgesloten in Brugge tot 1 september waarna hij werd overgebracht naar Duitsland en daarna naar concentratiekamp Mauthausen in Oostenrijk waar hij op 16 september arriveerde. Op 19 september werd hij naar Güsen, een bijkamp van Mauthausen, overgebracht waar hij op 15 januari 1945 overleed door ontbering.
Na zijn dood werd het Orkest Nand Moust opgericht. Dit orkest speelde benefietconcerten ten voordele van zijn vrouw en zoon Roland. 
In Mauthausen is de naam Fernand Moust te vinden in The Book of Names. Op het kerkhof van Steenbrugge is er een gedenksteen voor Fernand Moust.
Zijn dossier van verzetsstrijder is bewaard in het Oorlogsarchief van Brussel. 